# 阿尼仓空寺
阿尼仓空寺（藏語：ཨ་ནི་མཚམས་ཁུང，威利转写：a ni mtshams khung）是位于中国西藏自治区拉萨市的一座藏传佛教格鲁派女尼的寺廟。

## 历史

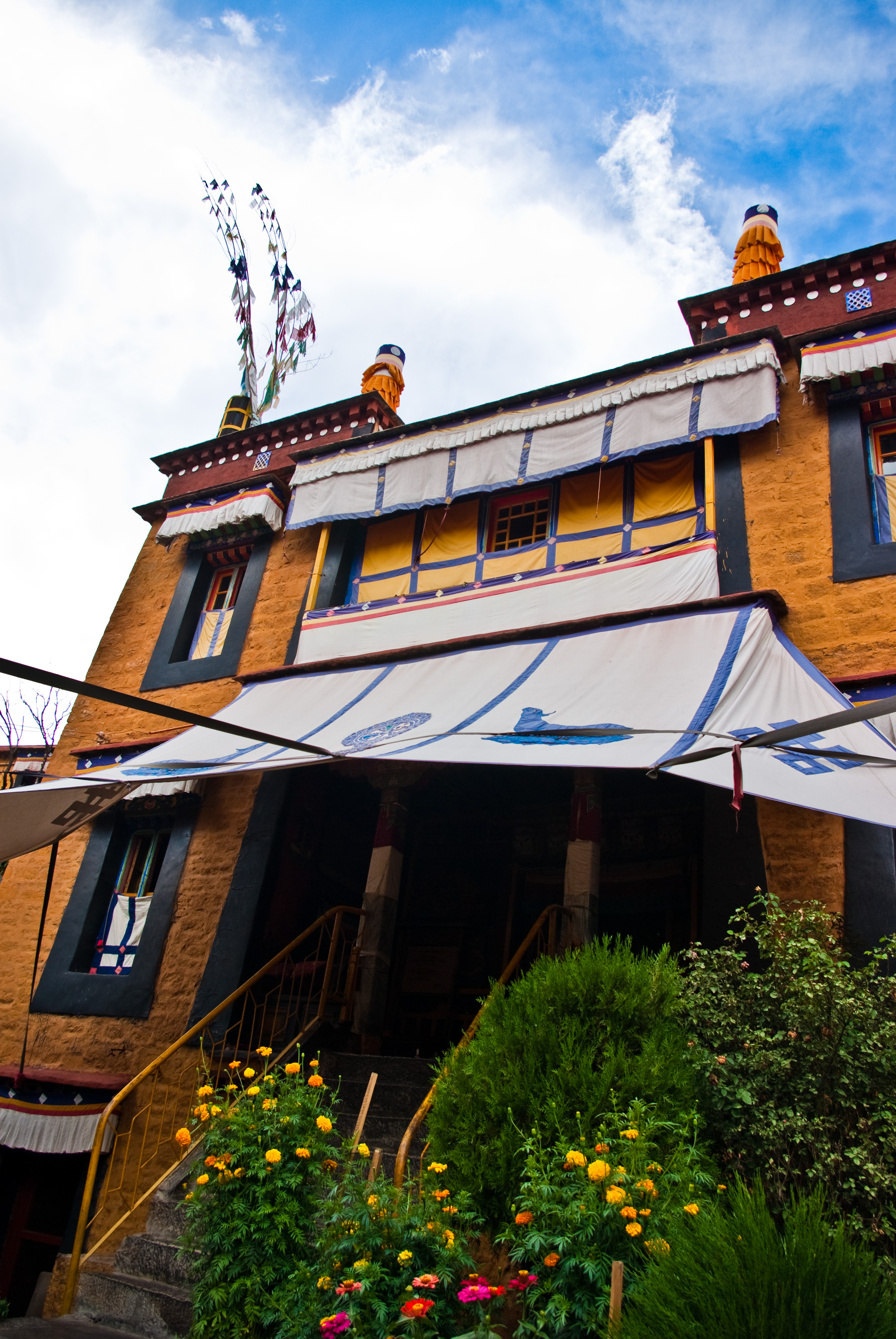
阿尼仓空寺

阿尼仓空寺位于拉萨市大昭寺东南侧，是一座著名女尼的寺廟。藏语“仓空”意思是“修行洞”。相传，在吐蕃时期，松赞干布为免拉萨河泛滥殃及大昭寺，乃在该寺东南侧的一个地洞中修行，以镇服水魔。15世纪，贵觉东丹（1386年－1445年）来这里朝觐，便围绕这个修行洞建了一座小庙，自萨迦请来10位女尼。阿尼仓空寺也因这个修行洞而得名。该寺建寺开始便属格鲁派，此后从未改宗。该寺历史上由历代帕绷喀大师管辖。

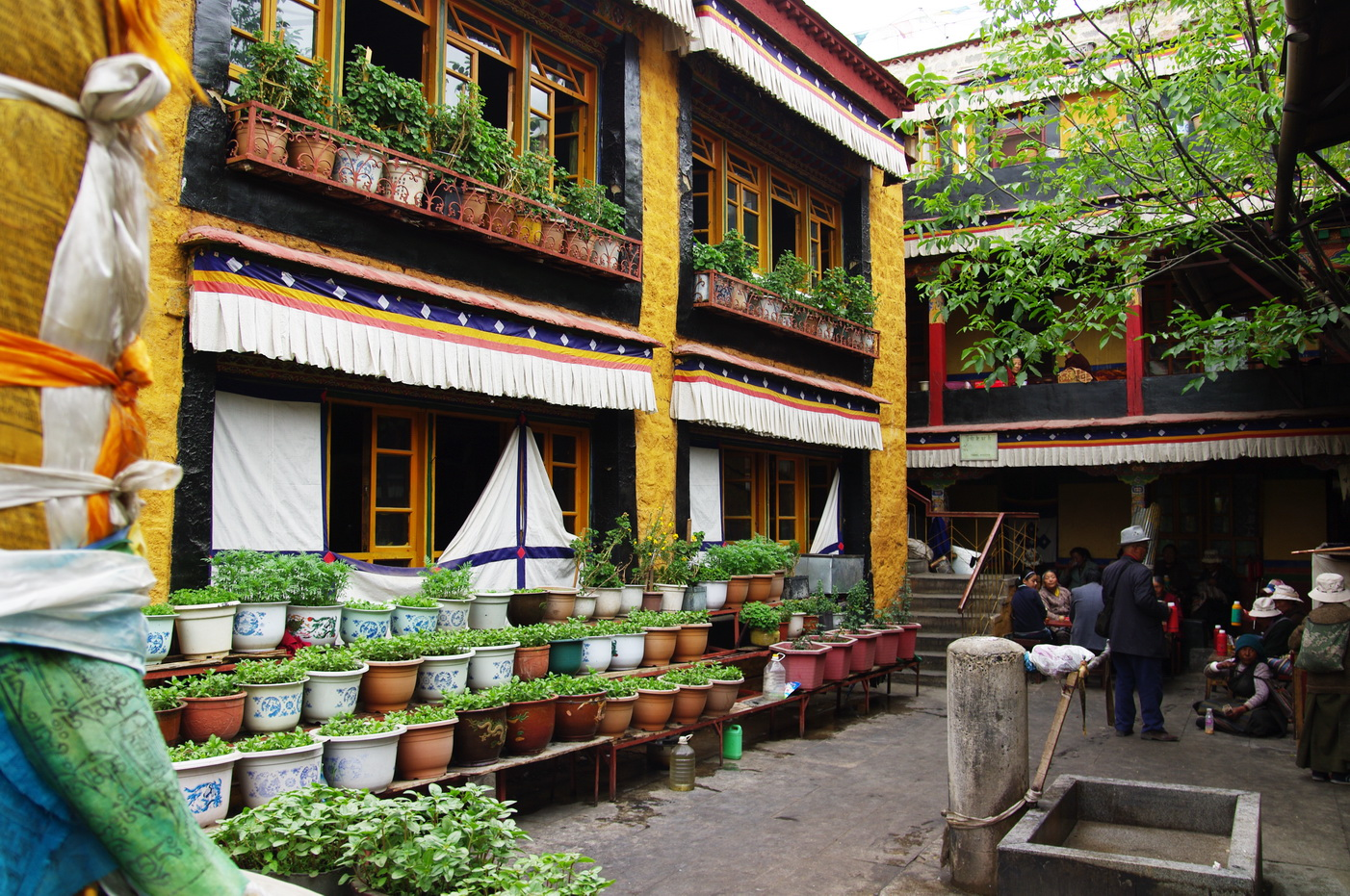
阿尼仓空寺

历史上，阿尼仓空寺并不隶属于任何寺院。文化大革命期间，该寺关闭。改革开放后，该寺重新开放，从重新开放后，直至1985年以前，该寺行政上隶属于大昭寺管辖，人民政府在传大昭时所发的布施也是由大昭寺转交该寺。后来，阿尼仓空寺成立了阿尼仓空寺民主管理委员会，不再隶属于大昭寺。到2000年前后的状况是，该寺女尼制作的佛像装藏经文，全部供给大昭寺使用，由大昭寺向该寺女尼发放工资；该寺墙上的黄粉，每年粉刷一次，由大昭寺的工人义务进行粉刷。除此之外，该寺同大昭寺并无其他联系。

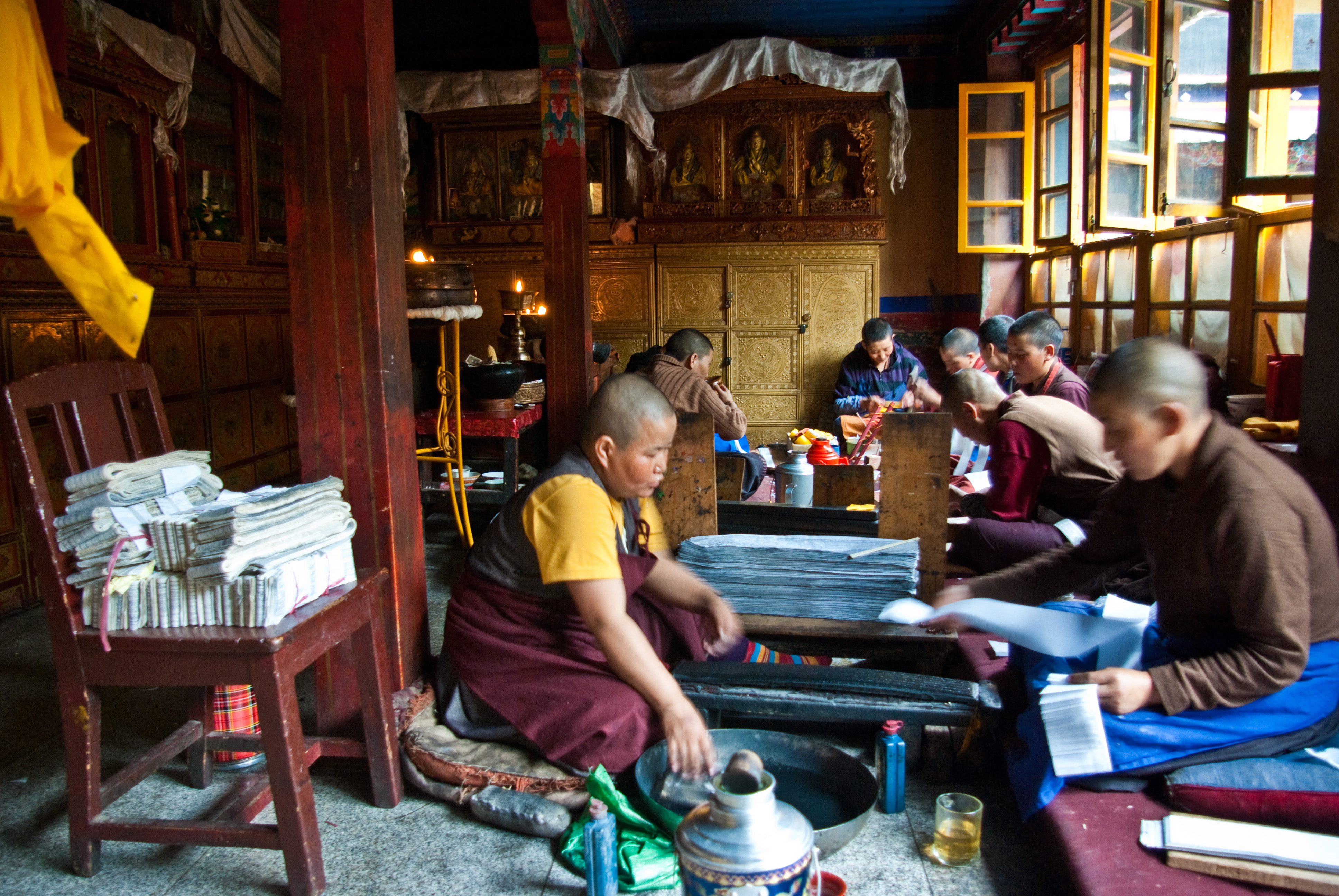
正在印经的阿尼仓空寺尼姑

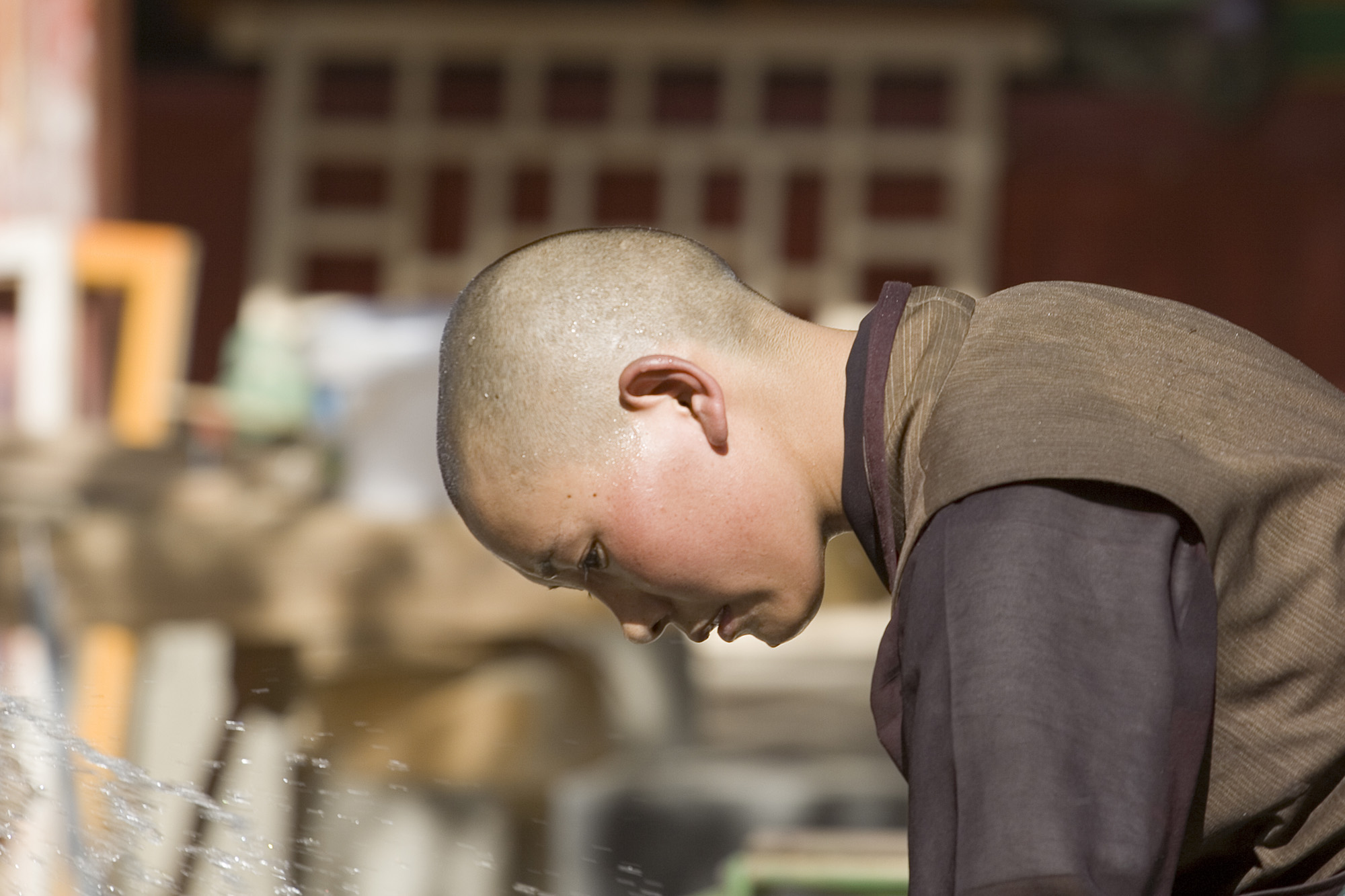
阿尼仓空寺女尼

阿尼仓空寺并无自己的活佛系统。2000年前后有女尼103人。
阿尼仓空寺藏历每月初五举行护法神仪轨。藏历每月初八举行度母及药师佛仪轨。藏历每月初十举行胜乐金刚和上师供养“党就”仪轨，有时则举办上师供养胜乐金刚“达该”仪轨。藏历每月十五日举办尊胜佛母、十六罗汉仪轨。藏历每月二十一日举行大威德金刚仪轨。藏历每月二十五日举行瑜伽母仪轨。同日举办东夏仪轨。藏历十二月二十九日为驱鬼节，该寺在黄昏时候举办“恰松”仪轨。
阿尼仓空寺过去便拥有诊所、小卖部、甜茶馆。据说该寺生意价格公道、童叟无欺，故该寺的这些产业自古便名扬西藏。如今，阿尼仓空寺仍然在搞多种经营。阿尼仓空寺的甜茶很有名，其味道偏淡，是拉萨较为知名的甜茶馆中甜茶最淡的一家。

## 建筑
寺门左侧是该寺自营的小商店，出售该寺女尼自己缝制的藏式门帘、佛衣、僧衣等等。经过一条走道可进入该寺的天井。走道右侧，时常展示数张以传统唐卡风格绘制的现代防火意识教育图。天井右侧是一家甜茶馆，由该寺女尼经营，提供拉萨甜茶、西藏素包子等等。天井左侧是寺院的厨房，也是该寺管理委员会接待客人、接受捐赠、承办法事之所。天井正前方是该寺大殿，内供千手观音、度母等等该寺主修的本尊，以及格鲁派祖师、佛像等等。该殿左上角，有两尊帕绷喀大师像，是大师在世时亲自看过的自身像。走出大殿，沿殿旁的小路走入，便是松赞干布的修行洞，该洞入地约2米，内供一尊松赞干布像。

## 延伸阅读
- 黄勇. . 北京: 中国藏学出版社. 2004. ISBN 7-80057-716-3.